# Horningtoft
Horningtoft – wieś w Anglii, w hrabstwie Norfolk, w dystrykcie Breckland. Leży 34 km na północny zachód od Norwich i 156 km na północny wschód od Londynu.
Miejscowość liczy 135 mieszkańców.